# Прапор Володарки
Пра́пор Володарки — офіційний символ смт Володарки (райцентр Київської області), затверджений 28 квітня 2005р. рішенням №632-18-IV сесії селищної ради.

## Опис
Прямокутне полотнище із співвідношенням сторін 20:29 складається з двох вертикальних смуг білого і червоного кольорів, розділених стінозубчасто. Ширина білої смуги становить 0,22 ширини прапора. У центрі червоної смуги жовтий півмісяць, увінчаний жовтим перехрещеним хрестом, знизу жовта шестипроменева зірка.

## Джерело
- Українська геральдика